# Jean Noël de Barbezières
Jean Noël François de Barbezières, comte de Chémerault, est un militaire et gentilhomme français mort le 11 septembre 1709 à la bataille de Malplaquet.

## Biographie
Fils de Charles de Barbezières comte de Chémerault et neveu de Geoffroy de Barbezières de la Roche-Chemerault tous deux hommes de guerre, il fut d'abord à la tête d'une compagnie au régiment de dragons de Barbezières, par commission du 10 avril 1678. Cette compagnie ayant été réformée dès le 8 août de l'année suivante, il entra enseigne de la colonelle du régiment du Dauphin-infanterie, le 7 mai 1680 ou il y obtint une compagnie, par commission du 18 décembre suivant.

Avec ce régiment, il servit aux sièges de Courtrai, de Dixmude à l'armée qui couvrit le siège de Luxembourg, et au bombardement d'Audenarde, en 1685. 

Devenu colonel du régiment de Forez lors de sa formation, par commission du 10 septembre de la même année, il passa, avec ce régiment, en Irlande, sous le comte de Lauzun, en 1690 et se trouva à la bataille de la Boyne, à la défense de Limerick, revint en France au mois d'octobre, et passa à l'armée de Piémont.

Il était, en 1691, au siège et à la prise de la ville et du château de Villefranche, de Montalban, de San-Hospicio et de Nice. Après la prise de cette dernière place, il marcha sous les ordres du marquis de Vins, pour chasser les Vaudois de la vallée de Mégronne. On y réussit, malgré leur position avantageuse, 200 furent tués, plusieurs furent pris dans cette occasion, et le comte de Chémerault y reçut une blessure. 
Il servit au siège et à la prise du château de Montmélian. 
Colonel du régiment de Périgord, par commission du 4 avril 1695, il se démit de celui de Forez et servit à l'armée de la Moselle et passa ensuite à l'armée d'Allemagne. Il retourna à l'armée d'Italie, où on se tint sur la défensive, en 1694 et 1695. 

Créé brigadier, le 5 janvier 1696, il fut employé à l'armée de Catalogne, sous le duc de Vendôme et contribua à la défaite du prince de Darmstadt, et au combat d'Ostalric, où il commandait 20 compagnies de grenadiers.

Il se démit du régiment de Périgord, au mois de février 1697 et servit sous le duc de Vendôme au siège de Barcelone, et, après la prise de cette place, ayant été envoyé par ce prince pour en porter la nouvelle au roi, il arriva
à Versailles, le 15 août. 
Créé maréchal-de-camp, par brevet du 19 août, et employé, en cette qualité, à l'armée d'Italie, par lettres du 18 juillet 1701, il combattit à Chiari. Le 18 octobre, il commanda un fourrage avec 250 chevaux d'escorte, et ayant été attaqué par 400 cuirassiers et 50 hussards ennemis qui s'étaient embusqués, il en tua 160, prit 1 cornette, 28 cavaliers, 80 chevaux, et mit le reste en fuite. Il combattit à San-Vittoria, à Luzzara et contribua à la prise de cette ville, en 1702, et fut créé lieutenant-général des armées du roi, le 25 décembre,.

Employé en cette qualité à la même armée, en 1703, il concourut à la défaite de l'arrière-garde du général Staremberg près
Stradella, à la prise des retranchements de cette ville, et au combat de Castelnuovo Bormida. Il suivit le duc de Vendôme dans le Trentin et concourut à la prise de Bersello, de Nago, et d'Aico. Le 6 septembre, il attaqua un retranchement le long de l'Adige, gardé par 50 hommes qu'il mit en fuite, brûla le retranchement et rejoignit l'armée. Il reçut une légère blessure au combat de San-Sebastiano où on battit le général Visconti, le 26 octobre, servit au siège de Verceil, au siège et à la prise d'Yvrée et de sa citadelle, en 1704. Il marcha au siège de Verne, commencé cette même année, et qui dura jusqu'à la reddition de cette
ville au mois d'avril 1705. Durant le siège il fut couvert de terre et de pierres par l'effet de l'explosion d'une mine. Il combattit à Cassano, au mois , d'août suivant; à Calcinato, au mois d'avril, et sous Turin, au mois de septembre 1706. 
Il servit en Flandre, sous le duc de Vendôme, en 1707 et obtint le gouvernement de Gravelines, par provisions du 21 mars 1708, et servit en Flandre, sous le duc de Bourgogne. Allant observer la marche des ennemis, il rencontra un régiment de dragons qui marchait sur Audenarde, l'attaqua, le défit entièrement, et ramena 60 prisonniers au camp. Détaché ensuite avec un corps considérable, il rompit tous les ponts de la Dendre et de l'Escaut, se présenta devant Audenarde, et se distingua particulièrement au combat qui se donna près de cette place. 
Employé à l'armée de Flandre, sous le maréchal de Villars, par lettres du 18 juin 1709, il donna des preuves d'une très-grande valeur à Malplaquet, où il fut tué, le 11 septembre 1709.